# Джаки Браун
Вижте пояснителната страница за други значения на Джаки Браун.
Джаки Браун (на английски: Jackie Brown) e криминален трилър режисиран от Куентин Тарантино, който излиза на екран през 1997 година. Главните роли се изпълняват от Пам Гриър, Самюъл Джаксън, Робърт Форстър, Робърт Де Ниро, Майкъл Кийтън и Бриджит Фонда. Това е третият филм на Тарантино като режисьор след Глутница кучета (1992) и Криминале (1994). Сценарият е адаптация по романа на Елмор Ленард – „Ръм Пънч“.
Творбата разказва историята на стюардесата във второкласна авиокомпания Джаки Браун (Гриър), която се забърква в незаконен трансфер на пари с търговеца на оръжие Ордел Роби (Джаксън). Филмът съживява кариерите на Пам Гриър и Робърт Форстър. Тарантино твърди, че специално ги е имал предвид още при разработването на идеята. За играта си Форстър получава номинация за наградата „Оскар“, а Гриър заедно с Джаксън е номинирана за наградата „Златен глобус“.
Списание Empire включва Джаки Браун в класацията си „500 най-велики филма за всички времена“.

## В ролите
| Актьор               | Роля |
| -------------------- | --- |
| Пам Гриър            | Джаки Браун – стюардеса, която помага на контрабандисти                                                    |
| Самюъл Джаксън       | Ордел Роби – нелегален търговец на оръжие                                                                  |
| Робърт Форстър       | Макс Чери – собственик на адвокатска кантора, който организира освобождаването на престъпници под гаранция |
| Робърт Де Ниро       | Луис Гара – наскоро освободен затворник, приятел на Ордел                                                  |
| Майкъл Кийтън        | полицейски инспектор Рей Николете                                                                          |
| Бриджит Фонда        | Мелъни – приятелка на Ордел                                                                                |
| Майкъл Боуен         | полицейски инспектор Марк Даргъс                                                                           |
| Крис Тъкър           | Бомонт Ливингстън – съучастник на Ордел                                                                    |
| Лиза Гей Хамилтън    | Шеронда |
| Томи Листър - младши | Уинстън |
| Сид Хейг             | съдията |

## Награди и номинации
Награди на Американската филмова академия „Оскар“
- Номинация за най-добър актьор в поддържаща роля за Робърт Форстър

Награди „Златен глобус“
- Номинация за най-добър актьор в главна роля за Самюъл Джаксън
- Номинация за най-добра актриса в главна роля за Пам Гриър